# Lucigadus potronus
Lucigadus potronus är en fiskart som först beskrevs av Pequeño, 1971.  Lucigadus potronus ingår i släktet Lucigadus och familjen skolästfiskar. Inga underarter finns listade i Catalogue of Life.